# Sergio Blanco
Pour les articles homonymes, voir Sergio Blanco (homonymie) et Blanco.
Sergio Rubén Blanco Soto (né le 25 novembre 1981 à Montevideo) est un footballeur international uruguayen évoluant au poste d'attaquant.

## Carrière joueur

### Débuts
Blanco est formé dans un des clubs de sa ville natale, le Montevideo Wanderers Fútbol Club. Il intègre le groupe professionnel lors de la saison 2000 et remporte le Championnat d'Uruguay de seconde division avec les Wanderers.

### Multiples prêts
À partir de 2003, il est prêté à de multiples reprises à des clubs mexicains mais n'effectue que quelques matchs, utilisé à quelques rares moments. Il est finalement cédé à un club chinois après la saison 2006.

### Deux ans au Nacional
Après avoir passé une saison en Chine, Blanco revient en Uruguay pour jouer avec le prestigieux Nacional. Il remporte le championnat d'Uruguay lors de la saison 2008-2009.

### Necaxa
Après ces deux années au Nacional, Blanco est acheté par le Club Necaxa et est titularisé à dix reprises au début du championnat, marquant un but.

## Palmarès
- Champion d'Uruguay de deuxième division en 2000
- Champion d'Uruguay en 2009
- Champion du Pérou en 2014

## Parcours d'entraîneur
- nov. 2022-nov. 2023 :  Montevideo Wanderers